# رولاند کولومبین
رولاند کولومبین (انگلیسی: Roland Collombin; ۱۷ فوریهٔ ۱۹۵۱ – ) اسکی‌باز آلپاین اهل سوئیس بود.